# アップルメニュー
アップルメニューは、Classic Mac OS、macOS、A/UXオペレーティングシステムのメニュー バーの左側にあるドロップダウンメニュー。アップルメニューの役割は、Appleのオペレーティングシステムの歴史を通じて変化してきたが、メニューには常に Apple ロゴのバージョンが表示されている。

## System 6以前
System 6.0.8 以前では、Apple メニューにはコントロール パネルのほか、電卓、スクラップブック、目覚まし時計などのデスク アクセサリが含まれていた。MultiFinder (コンピュータのマルチタスクの初期の実装)がアクティブな場合、Apple メニューでは実行中の複数のアプリケーションを切り替えることもできる。Macintosh ユーザーは、システム ユーティリティの「Font/DA Mover」を使用して、サードパーティのデスク アクセサリを追加できる。ただし、Apple メニューに表示できるデスク アクセサリの数には制限があった。OtherMenu などのサードパーティのシェアウェア パッケージでは、カスタマイズ可能な 2 番目のメニュー(商標登録されたApple ロゴなし) が追加され、ユーザーは Apple の制限を超えてデスク アクセサリをインストールできるようになった。

## System 7.0–9.2.2
System 7.0 では、システムフォルダに Apple メニュー項目フォルダが導入された。これにより、ユーザーはメニューにお気に入りのソフトウェアやドキュメントのエイリアスを配置できるようになった。メニューマネージャはこれらの追加項目をアルファベット順に並べるように強制したため、ユーザーはエイリアス名を先頭のスペース、数字、その他の文字に変更して、最適な順序にするよう促された。いくつかのサードパーティ製ユーティリティでは、各項目の名前を変更せずに、Apple メニューに追加された項目の順序をある程度カスタマイズできた。
Apple メニューには、デスク アクセサリによって実装されたシャットダウンコマンドも含まれていた。コントロール パネルフォルダへのエイリアスも存在していた。System 7.0 は、以前のバージョンの黒いロゴではなく、虹色のストライプのロゴを採用した最初のバージョンでもあった。System 7.0 では、黒いロゴはグレースケール モードでも保持され、モニター コントロール パネルが「数千」または「数百万」のグレーを表示するように設定されているときに使用されましたが、ディスプレイの残りの部分はカラーだった。 
System 7.0 にはマルチタスク機能が組み込まれていたため、MultiFinder はオプションから削除された。System 6 と同様に、複数の実行中のアプリケーションを切り替える機能には、メニューバーの反対側に独自のメニュー (アクティブなアプリケーションのアイコンとして表示される) が用意された。Mac OS 8.5 以降、この新しいメニューには独自の「ティアオフ」機能が用意され、ユーザーがカーソルをメニューの下部から下方にドラッグすると、メニューがメニュー バーから切り離されて自由に移動できるウィンドウになった。この場合、「Application Switcher」というアプリケーションが実行された。
System 7.5 では、Apple メニュー オプション コントロール パネルが追加され、Apple メニューのフォルダとディスクにサブメニューが追加され、フォルダまたはディスクの内容が表示されるようになった。System 7 の以前のバージョンでは、Finder でフォルダを開く標準メニュー エントリのみが表示された。Apple メニュー オプションでは、最近使用したアプリケーション、最近使用した書類、最近使用したサーバーも Apple メニューに追加され、ユーザーは最近使用した項目の数を指定できるようになった。

## macOS
macOS（旧称Mac OS X、OS X）では、完全に再設計されたAppleメニューが採用されている。Specialメニューのシステム管理機能が統合されている。AppleメニューはMac OS X Public Betaでは完全に欠落しており、メニューバーの中央にある機能しないAppleロゴに置き換えられていたが、Mac OS X 10.0でメニューが復元された。System 7で実装されたクイックファイルアクセス機能は削除されたが、サードパーティ製ユーティリティUnsanityのFruitMenuにより、Appleメニューが従来の機能に戻ったが、OS 10.6（Snow Leopard）の登場により機能しなくなった。
Appleメニューは現在、Macコンピュータの機能の管理専用になっており、システム情報の取得、ソフトウェアのアップデート、 Mac App Storeの起動、システム設定の起動、Dockの環境設定、場所の設定（ネットワーク構成）、最近使った項目の表示（アプリケーション、書類、サーバー）、アプリケーションの強制終了、電源管理（スリープ、再起動、シャットダウン）、ログアウトなどのコマンドが用意されている。

## 参照
- スタートメニュー